# Rodgersia
Rodgersia là một chi thực vật có hoa trong họ Saxifragaceae.